# St. Michael-Sidman (Pensilvânia)
St. Michael-Sidman é uma Região censo-designada localizada no estado americano de Pensilvânia, no Condado de Cambria.

## Demografia
Segundo o censo americano de 2000, a sua população era de 973 habitantes.

## Geografia
De acordo com o United States Census Bureau tem uma área de
5,2 km², dos quais 5,2 km² cobertos por terra e 0,0 km² cobertos por água.

## Localidades na vizinhança
O diagrama seguinte representa as localidades num raio de 8 km ao redor de St. Michael-Sidman.